# Козине болото
Козине болото — давня історична назва місцевості біля Хрещатицького майдану (тепер Майдан Незалежності) в Києві.
Треба розрізняти «Козине болото» як гідрографічний об'єкт і як місцевість. Власне болото, як добре видно з карти 1803 р., було розташоване в районі перетину сучасних провулків Тараса Шевченка і Михайлівського (нині — вулиця Паторжинського).
Відоме з початку 19 століття. Інтенсивне житлове освоєння місцевості розпочалося у 1-й третині XIX століття (план забудови складений у 1784—1786 роки), а назва «Козине болото» продовжувала побутувати до 1830-х років, доки тут не було облаштовано міської площі (первісно мала назву Хрещатицька) і розпочато забудову.
Сучасне архітектурне обличчя місцевості сформувалося у 1940—2000-і роки. Споруди ранішого часу зруйновані під час Другої світової війни та остаточно ліквідовані в 1970-ті (частково залишилися на прилеглих вулицях).
Назву «Козине болото», а також «Козиноболотна» («Козиноболотська») вулиця до 1894 року мав сучасний провулок Тараса Шевченка (у 1894—1925 — Хрещатицький провулок), де нині розташовані Літературно-меморіальний будинок-музей Тараса Шевченка та молодіжний хаб Козацький дім (сквотований під час Революції Гідності старий корпус готелю "Козацький").